# Chodząc po Moskwie
Chodząc po Moskwie (ros. Я шагаю по Москве, Ja szagaju po Moskwie) – radziecka komedia romantyczna z 1963 roku w reżyserii Gieorgija Danelii.

## Opis fabuły
Wołodia (Aleksiej Łoktiew), młody budowniczy z dalekiej tajgi, przyjeżdża do Moskwy na spotkanie ze znanym pisarzem, który zainteresował się jego opowiadaniami. Wyprawa do stolicy staje się źródłem nieznanych wrażeń, przygód, jest okazją do zawarcia nowych przyjaźni.

## Obsada
- Aleksiej Łoktiew jako Wołodia Jermakow
- Nikita Michałkow jako Kola
- Jewgienij Stiebłow jako Sasza Szatałow
- Galina Polskich jako Alona

i inni

## Nagrody
- 1964: Nagroda na Międzynarodowym Festiwalu Filmowym w Cannes[1] za indywidualny styl reżyserski i śmiałe stosowanie oryginalnych form języka filmowego[2].